# フォックス家の殺人
『フォックス家の殺人』（フォックスけのさつじん、The Murderer is a Fox ）は、1945年に発表されたエラリイ・クイーンの長編推理小説。
エラリイ・クイーン（作者と同名の探偵）が登場する作品であり、架空の町ライツヴィルを舞台にした作品の第2話である。

## あらすじ
デイヴィー・フォックス大尉は、町を挙げての歓迎の中、故郷ライツヴィルに戻ってきた。彼は、第二次大戦で中国・ビルマ・インド戦域でP-38に騎乗する「空飛ぶキツネ」として知られていた。デイヴィーは戦場のトラウマで、心を病んでいる。目が覚めたら妻のリンダの首を絞めていた。これは戦争のためだけではないらしい。医者には行かないというデイヴィーを説得して、リンダは「災厄の町」事件でライト家を助けたエラリー・クイーンに助けを求めることにする。
ライツヴィルを再訪したクイーンに、デイヴィーは、「自分の父が母を殺したので、自分も妻を殺しそうで不安だ」と告白する。父は逮捕され、有罪で終身刑を言い渡され、以来州立刑務所に服役している。デイヴィーは殺人者である父から殺人者の血筋を受け継いでいるのではないかと不安がる。父の事件の後、彼は伯父、伯母に育てられた。工場の持ち株はすべて彼が受け継いだが、成人するまでは伯父の管理になっている。
クイーンは精神科医ではないので、殺人妄想は専門外、デイヴィーの父が母を殺したという12年前の事件を再調査してみることにする。クイーン警視のコネで、終身刑のベイヤード・フォックスの身柄を２週間借り出す許可を得て、クイーンは公判記録から事件の再調査を開始する。

## 主な登場人物
- デイヴィッド（デイヴィー）・フォックス - 退役空軍大尉。「空飛ぶきつね」の渾名でライツヴィルの英雄として迎え入れられる。
- リンダ・フォックス - デイヴィーの妻。夜中に、無意識のデイヴィーから首を絞められ、夫婦でエラリーに相談する。
- タルボット・フォックス - リンダの父親。デイヴィーの義父。
- エミリー・フォックス - リンダの母親。デイヴィーの義母。
- ベイアード・フォックス - デイヴィーの父親。妻ジェシカを毒殺した罪で服役中の懲役囚。
- アルヴィン・ケイン - 薬剤師。リンダとの不倫を疑われている。
- エラリー・クイーン - 名探偵の推理小説家。フォックス夫妻の依頼で、ライツヴィルを再訪する。

## 提示される謎
- スリーピング・マーダー（眠る殺人）

## 特記事項
『災厄の町』に次ぐ長編だが、前作の登場人物が特に事件に絡むわけでもなく、読む順番は問わない作りになっている。

## その他
『ニッポン樫鳥の謎（日本庭園の秘密）』には日本庭園のある邸宅に住む、親日家の女流作家を登場させたクイーンだが、本作では「日本兵を多く殺した」と文中で語られる退役軍人を出している。作家クイーン自身は度々来日しており、日本のテレビドラマにも出演したことがある。

## 日本語訳書
- 『フォックス家の殺人』 青田勝訳、早川書房・ハヤカワポケットミステリ
- 『フォックス家の殺人』 青田勝訳、ハヤカワ・ミステリ文庫 ISBN 415-0701326、のちkindle版
- 『フォックス家の殺人 新訳』 越前敏弥訳、ハヤカワ・ミステリ文庫 ISBN 415-0701539。Kindle版も